# Saint-Bonnet-de-Montauroux
Saint-Bonnet-de-Montauroux là một xã ở tỉnh Lozère trong vùng Occitanie, phía nam nước Pháp.
Sông Chapeauroux chảy theo hướng đông bắc qua thị trấn, tạo thành một phần ranh giới đông bắc, sau đó đổ vào sông Allier - một sông tạo thành rah giới phía đông.